# Telenovelă
Telenovela este un gen de seriale de televiziune, bazat pe acțiune și popularitate, produs original în America Latină, care prezintă o poveste melodramatică pe parcursul a mai multor episoade și care de obicei are un final fericit.
Telenovelele prezintă povestea de dragoste dintre un bărbat și o femeie care trec prin multe peripeții până ajung să fie fericiți, este un gen care conține drama, comedia, acțiunea și care uneori abordează subiecte delicate precum bolile grave, traficul de droguri, homosexualitatea sau crimele.

## Inceputurile telenovelei ca gen
In anii '50, televiziunile din America Latină au lansat genul ce avea să fie transmis în aproape toate statele lumii, din Olanda până în Africa de Sud, din Canada până în Rusia, din Australia în Argentina: ''telenovelele''. Prima experiență de acest gen a avut loc în Cuba, fenomenul extinzându-se treptat și în Mexic, Brazilia, Argentina, Venezuela, Columbia, Peru, Chile și Puerto Rico. Chiar dacă, la început, telenovelele erau considerate drept un copil ilegitim al televiziunii, este incontestabil succesul de care se bucură în prezent pe toate meridianele globului.
Pe la jumătatea secolului trecut, în Statele Unite ale Americii au început să fie la modă niște seriale radiofonice transmise în fiecare după-amiază. Foarte receptive, țările latino-americane au preluat această idee și astfel au apărut primele radionovele. Încă de la început, ele s-au diferențiat de colegele lor nord-americane: în timp ce acestea prezentau destinul mai multor familii și ajungeau uneori la câteva mii de episoade, radionovelele aveau la bază o poveste de dragoste și rareori depășeau 250-300 de episoade. Aceste diferențieri s-au accentuat și mai mult atunci când au apărut soap-operele și telenovelele. 
Primii autori de telenovele se regăsesc în Cuba, dar destinul lor în această profesie (din cauza situației politice) este de scurtă durată. Adevărata naștere a acestor producții are loc în Mexic, unde în 1957 apare Televisa, prima mare companie producătoare de telenovele. Brazilienii nu se lasă mai prejos și în 1963 apare Rede Globo (considerată în prezent compania care produce cele mai multe telenovele pe an); în anii următori apar Radio Caracas Television (cunoscut și sub numele de Coral) și Venevisión (ambele în Venezuela). Din aceste țări telenovela trece cu ușurință în televiziunile din Argentina, Columbia, Peru, Chile, Puerto Rico și rareori chiar în Cuba.
În zecile de ani care au trecut de la apariția lor, serialele latine s-au modernizat mult. Până la sfârșitul anilor '70, multe dintre ele erau filmate în alb-negru, cu foarte puține fonduri. Când însă telenovelele au început să pătrundă în Europa, și apoi în întreaga lume, capitalul investit a crescut substanțial, astfel că astăzi multe dintre aceste seriale (mai ales cele de epocă) ajung la un cost total de milioane de dolari. 

## Caracteristicile telenovelei
Telenovelele sunt difuzate fie în prime-time, la ore de vârf, (ex. Sclava Isaura, Inimă sălbatică, Kassandra, Terra Nostra), fie în cursul zilei (ex. Marimar, Rebelde, Violetta). Prime-time este perioada când întreaga familie urmărește programele TV, în contrast cu day time când telespectatorii sunt în principal șomerii, pensionarii și elevii. Spre deosebire de alte genuri ficționale (ex. filme polițiste, de aventuri, science fiction), telenovela afirmă primordialitatea familiei și a relațiilor personale. Tematica telenovelelor include iubirea, romantismul, viața de familie, problemele sociale sau aspecte din cultura și istoria unei țări.  

## Telenovela/Soap Opera din perspectiva feminista
Dacă aderăm la silogismul tacit evidențiat de Ann Oakley bărbați/femei i. e. muncă/non muncă, putem califica soap opera drept construct ideologic care naturalizează “locul femeii” în spațiul privat (M. E. Brown, 1990: 203). 
	Poziția receptoarelor de soap opera este dublu inconfortabilă: din perspectiva culturii hegemonice sunt victime ale consumerismului excerbat, non critic, din perspectiva feministă sunt propagatoare de statu quo în interiorul caruia încearcă doar să construiască nișe de cultură (putere) alternativă. M. E. Brown, cercetătoare feministă autorizată și fidelă consumatoare de soap opera avansează ipoteza unei “woman’s culture” paralelă cu cultura dominantă, contracultură a femeilor, conștientă de propria-i alteritate (și congruentă cu bârfa, placerea conversației, jurnalul). 
	Această cultură paralelă operând într-un network feminin instituie o comunitate (complicitate) sororală, “formează o parte importantă a prieteniei lor, asociate vieții cotidiene și generatoare a unei culturi feminine separate pe care o pot împărtăși în cadrul constrîngerilor poziționărilor lor ca soții și mame” (Ann Grey apud M. E. Brown, 1990: 207). De aceea sursa plăcerii lor nu este doar textuală, ci și contextuală și în bună masură politică (în sensul că femeile numesc, legitimează și reglementeză propria lor plăcere-” Take pleasure into their own hands” -M. E. Brown). Aceste moduri de feminitate au fost negate ca modele de rol, fiind considerate realizări simbolice ale pozițiilor subiectului feminin cu care receptorul se poate identifica la nivelul fanteziei (Ien Ang, 1990: 83). Fantezia este în viziunea autoarei punctul central în analiza consumului de soap opera și tele novelas. 
În perspectiva teoriei psihanalitice fantezia nu trebuie văzută ca simplă iluzie, non realitate, ci ca o realitate în sine, ca un aspect fundamental al existenței umane, ca o dimensiune necesară a realității psihice. “Fantezia este o scenă imaginară în care subiectul care visează este protagonistul și în care sunt evocate scenarii alternative ale vieții reale a subiectului” (Ien Ang, 1990: 83). Prin fantezie femeia se poate deplasa dincolo de constrîngerle vieții cotidiene, având posibilitatea de a explora alte situații, alte vieți. “Plăcerea de a consuma ficțiuni este legată de cea a fanteziei, adică presupune ocuparea imaginară a pozițiilor altor subiecți, poziții aflate în afara orizontului identităților noastre sociale și culturale cotiediene” (Ien Ang, 1990: 84)	
	Perspectiva teoretică evidențiată de autoare se bazează pe o teorie poststructuralistă a subiectvității în care ideea centrală este faptul că subiectivitatea nu este esența sau sursa acțiunilor, gândurilor, sentimentelor individuale. Din contră subiectivitatea este considerată drept un produs al societății și culturii în care trăim. Prin sistemele și discursurile care circulă în societate și cultură se constituie subiectivitatea și sunt formate identitățile individuale. Conform acestei teorii fiecare individ adăpostește o multitudine de poziții subiective care îi sunt propuse în discursurile cu care este confruntat. Identitatea sa este rezultatul contradictoriu al setului specific de poziții pe care le cumulează într-un anume moment din istoria sa. După cum personajul de ficțiune nu reprezintă o imagine unică a feminității, la fel receptorul individual nu este o persoană a cărei identitate este statică și coerentă. “Dacă o femeie este un subiect individual a cărei identitate este cel puțin parțial marcată de faptul că aparține unui anume gen biologic, nu este deloc sigur că ea vă adăposti același tip de subiectivitate feminină” (Ien Ang, 1990: 85). 
```
       Adoptarea unei subiectivități feminine nu este niciodată definitivă, ci întotdeauna parțială și instabilă.) Redefinindu-și și reinventându-și permanent propria feminitate, femeia este atrasă și de poziții riscante sau inacceptabile social (numeroase studii de caz au relevat atracția pe care o exercită asupra celor mai diverse categorii sociale un “antimodel” precum Alexis Carrington din “Dynasty”, purtătoare a unor trăsături precum cinism, fermitate, agresivitate pe care inconștient le admirau tocmai pentru că nu le puteau “exercita” niciodată). În această fluiditate a pozițiilor feminine fantezia și ficțiunea oferă un spațiu privilegiat, în care pot fi adoptate poziții subiective inacceptabile și imposibile social precum și cele care sunt mult prea periculoase pentru a fi aplicate în viața reală. 
```

	Subversiunea remarcată de cercetători la nivelul relației metacomunicative (M. E. Brown) poate fi detectată însă și la nivelul conținutului (intrigii ficționale): “Accentul pe proces și nu pe produs, pe plăcerera continuă și ciclică mai degrabă decât climactică și finală reprezintă esența subiectivității feminine, opusă plăcerilor și recompenselor masculine” (J. Fiske, 1987: 183).
	Emoția, seducția, procesualitatea se traduc în conversații și expresie facială (adesea în close up ca emblemă a unei relații profunde cu mama sau iubitul), iar sexualitatea nu mai este construită în jurul privirii masculine “male gaze”, ci este empatic rostită și ascultată (cf. M/. E. Brown, J. Fiske). 
	Caracteristicile “macho” ale eroului televiziunii masculine: asertivitate, supremația forței (fizice, economice, politice), centrare asupra obiectivelor tind să devină în soap atributele eroului negativ, iar plăcerile derivate de publicul feminin țin tocmai de transgresarea normelor și validarea unui gen radical diferit. Modurile de raportare la acest tip “feminin” de serial au fost numite (Ien Ang) implicare (este cazul publicului feminin pentru care întâlnirea cu personajele telenovelelor are semnificația unei întâlniri reale) și detașare (este cazul majorității publicului masculin pentru care telenovelele stupidizează receptorii). 
	 Soap opera generează pentru audiența feminină pe lîngă plăcerea rituală (a reîntîlnirii cotidiene cu aceiași eroi), și plăcerea substanțială a tematizării vieții private și centralității personajelor feminine, dar și cea fantasmatică a evaziunii în spații și roluri inaccesibile în viața reală. 
	După o lungă perioadă de hegemonie a mecanismelor textuale (structuralism, semiotică), asistăm astăzi la revalorizarea studiului etnografic, analizei audienței; Janice Radway în binecunoscutul studiu “Reading the Romance” preconizează translația de la textul izolat la “evenimentul social complex al lecturii” în “contextul vieții cotidiene” . Analiza receptării a evidențiat faptul că publicul feminin negociază activ construcțiile și interpelările textuale, ca și pozițiile asumate, în concordanță cu experiențele sociale și personale traversate. De aceea categoria femeie ca și cea de clasă sau rasă este departe de a fi stabilă sincronic și diacronic, constituindu-se ca perpetuă producere/reproducere în variatele discursuri și practici de poziționare. 
	De fapt identificarea cu “privirea” și agentivitatea masculină sau sensibilitatea feminină poate fi întreruptă de identificari “gender” -neutre care explică diversitatea practicilor de consum mediatic atât la bărbați cât și la femei (de la femei care urmăresc în week end meciuri de fotbal și filme hard la bărbați care vizionează soaps). Adoptarea diferitelor poziții subiective, cercetarea masculinității corelativ cu cea a feminității nu sunt decât câteva din orientările (provocările?) cercetării televizuale viitoare

## Cei mai mari producători de telenovele
Unii dintre principalii producători de telenovele din lume includ:
- America de Nord
  - Statele Unite
    - Telemundo, Univision
- America Latină
  - Argentina
    - Telefe, Artear, Ideas del Sur, Pol-Ka

  - Brazilia
    - TV Globo, TV Record, SBT, TV Bandeirantes, Rede Manchete, TV Tupi

  - Chile
    - TVN, Canal 13

  - Columbia
    - Caracol TV, RTI Colombia, RCN TV

  - Ecuador
    - Ecuavisa, Tc televisión

  - Mexic
    - Televisa, TV Azteca, Argos Comunicación

  - Peru
    - Inka Visión

  - Puerto Rico
    - WAPA-TV, WKAQ-TV

  - Venezuela
    - Venevisión, RCTV, Marte TV, VTV
- Europa
  - Spania
    - Telecinco, Antena3, EiTB (în limba bască), TV3 (în limba catalană)

  - Portugalia
    - RTP, TVI, SIC
- Asia
  - Filippine
    - ABS-CBN, GMA

  - Timorul de Est
    - RTTL